# Liberty (miniserie)
 For alternative betydninger, se Liberty. (Se også artikler, som begynder med Liberty)
Liberty er en dansk drama-miniserie på fem afsnit, der har premiere den 25. februar 2018 på DR1. Tv-serien er skabt af Asger Leth og bygger på romanen Liberty af Jakob Ejersbo, hvilket er første gang DR Drama har produceret en tv-serie på baggrund af en roman. Serien omhandler to skandinaviske familier, der er udstationeret i Tanzania i slutningen af 1980'erne.
Idéen til tv-serien blev udviklet af søskendeparret Karoline og Asger Leth. Sidstnævnte skulle også have instrueret serien, men måtte trække sig som instruktør på grund af tids konflikt mellem skrivearbejdet og instruktions forberedelsen. Herefter blev instruktørerne Mads Kamp Thulstrup og Mads Matthiesen forsøgt bragt i stilling som instruktører, men uden at samarbejdet kom til at fungere.   Ifølge instruktør Ole Christian Madsen, der var nær ven af Jakob Ejersbo, foreslog han i november 2015 en filmatisering af Liberty men fik afslag. Ifølge instruktøren gik DR efterfølgende i gang med at forhandle om filmatiseringsrettighederne: "DR må gøre og vælge, som det vil, men det er ret provokerende, at DR få uger efter at have givet mig afslag selv går i gang med at forhandle om rettighederne til det fænomen, jeg tilbød samarbejde omkring."